# Johann F. Heymans
John (roepnaam: Johann) Frederik Heymans (Paramaribo, 26 januari 1871 - aldaar, 18 april 1933) was een Surinaams schrijver.
Heymans werkte als drukker bij de Fraters van Tilburg en later als mandenvlechter. Hij heeft twee romans op zijn naam staan: het `historisch romantisch verhaal' Suriname als ballingsoord of Wat een vrouw vermag (1911) over de moord op gouverneur Cornelis van Aerssen van Sommelsdijck in 1688, en De bastiaan en zijn dochter (jaar onbekend). Naar alle waarschijnlijkheid heeft hij beide boeken gedicteerd aan zijn twee dochter, Frederika Juliana Heymans, want Heymans was een groot deel van zijn leven blind.

## Over Johann F. Heymans
- Michiel van Kempen, Een geschiedenis van de Surinaamse literatuur. Breda: De Geus, 2003, dl. I, pp. 460-461.